# Andreja Preger
Andreja Preger (srbsko Андреја Прегер), srbski pianist in častnik, * 20. marec 1912, Pécs, † 18. december 2015, Beograd.

## Življenjepis
Leta 1936 je diplomiral na Pravni fakulteti v Zagrebu; naslednje leto je še doktoriral. Istočasno je študiral še na Glasbeni akademiji, sprva v Leipzigu in nato v Zagrebu. 
Leta 1943 je vstopil v NOVJ in se pridružil Gledališču ljudske osvoboditve. Po vojni je bil načelnik Glasbenega oddelka Radia Beograd, docent Glasbene akademije v Beogradu,...